# Afera Udba.net
Afera Udba.net je bila politična afera v Sloveniji leta 2003, ko je Dušan S. Lajovic objavil spletno stran udba.net.
Na njej je objavil Centralno abecedno evidenco Republiškega sekretariata za notranje zadeve Socialistične republike Slovenije, pod katerega je spadala tudi Služba državne varnosti (SDV), naslednica Udbe. Objavil je le razlago kategorij in abecedni seznam (priimek, ime, datum rojstva, dosje SDV), tako tistih, ki jih je UDBA/SDV nadzorovala, tistih, ki so z njo sodelovali in tistih, ki so bili tam zaposleni. Temu je sledila afera Udba.net in posledična ukinitev spletne strani.
Afera je bila deležna predvsem naslednjih motivov: varstvo osebnih podatkov, kateri ljudje so bili nadzorovani s strani komunističnega režima in kateri ljudje so sodelovali (kot tajni sodelavci) oz. bili zaposleni pri SDV oz. Udbi. 
17. aprila 2003 je takratni glavni inšpektor za varstvo osebnih podatkov Republike Slovenije, Jože Bogataj, izdal prepoved dostopa do spletne strani pod utemeljitvijo, da so na spletni strani objavljene vsebine, ki predstavljajo nezakonito obdelavo osebnih podatkov. 28. aprila je to odločbo preklical.
8. aprila 2010 so slovenski mediji objavili, da je seznam ponovno dostopen na www.cae-udba.net . Naslednji dan seznam ni bil več dostopen, ampak se je na navedenem naslovu pojavilo obvestilo:
"DSX-NETWORKS S.P.R.L. The webmaster of this internet site is pleased to contact immidiatly DSX-NETWORKS. Le webmaster de ce site internet est prié de prendre d'urgence contact avec DSX-NETWORKS."
Trenutno je stran normalno dostopna.